# Коло (гмина)
Коло (пол. Koło) — сельская гмина (волость) в Польше, входит как административная единица в Кольский повет, Великопольское воеводство. Население — 6961 человек (на 2006 год).

## Соседние гмины
1. Гмина Бабяк
2. Гмина Домбе
3. Гмина Гжегожев
4. Коло
5. Гмина Косцелец
6. Гмина Крамск
7. Гмина Осек-Малы